# Șukaivoda, Hrîstînivka
Șukaivoda (în ucraineană Шукайвода) este localitatea de reședință a comunei Șukaivoda din raionul Hrîstînivka, regiunea Cerkasî, Ucraina.

## Demografie
Componența lingvistică a localității Șukaivoda
     Ucraineană (97,68%)
     Rusă (2,04%)
Conform recensământului din 2001, majoritatea populației localității Șukaivoda era vorbitoare de ucraineană (97,68%), existând în minoritate și vorbitori de rusă (2,04%).